# 年度卓越運動獎
年度卓越運動獎（英語：Excellence in Sports Performance Yearly Awards，簡稱）是目前由美国广播公司頒發的獎項（2020年除外），之前由ESPN頒發，以表彰在特定年度儀式之前的時間中個人和團隊的運動成就以及其他與體育相關的表現。首屆獎項於1993年頒發。從節目開始到2004年，ESPY獎的獲獎者僅通過粉絲投票選出。自2004年以來，體育記者、廣播員、體育主管和運動員或ESPN名人也投票。此後，獲獎者完全通過全球在線粉絲投票從ESPY Select提名委員會選出的候選人中選出。
ESPY獎座的小雕像由雕塑家勞倫斯·諾蘭設計和創作。頒獎儀式由喜劇演員、電視和電影演員以及運動員主持。

## 外部連結
- Enumeration of past winners from the official site of the 2010 ESPY Awards （页面存档备份，存于）
- History of the awards from HickokSports.com，存档于美國國會圖書館（存檔日期 2002-02-23）
- The 2010 ESPY Awards （页面存档备份，存于） – slideshow by Life magazine
- ESPY Awards just another example of ESPN choosing self-promotion over showcasing athletes （页面存档备份，存于）